# Todd Replogle
Todd Jason Replogle est un programmeur de jeux vidéo, célèbre pour avoir été l'un des créateurs de la série Duke Nukem. Il écrit six jeux d'action en 2D entre 1990  et 1993, dont Duke Nukem et Duke Nukem II. En 1996, il travaille sur Duke Nukem 3D.
Il se retire de l'industrie du jeu vidéo en 1997.

## Ludographie
- Caves of Thor
- Cosmo's Cosmic Adventure
- Dark Ages
- Duke Nukem
- Duke Nukem II
- Duke Nukem 3D
- Duke Nukem: Manhattan Project
- Duke Nukem Forever
- Major Stryker
- Monuments of Mars
- Redneck Rampage